# Livia (род)
Livia (лат.) — род полужесткокрылых насекомых-листоблошек из семейства Liviidae.

## Распространение
Палеарктика: Северная Африка, Евразия (от Европы до Дальнего Востока).

## Описание
Мелкие листоблошковые насекомые с прыгательными задними ногами. Голова лишена щёчных выступов, лоб плоский или неглубоко выемчатый в центре, удлиненный, часто намного длиннее ширины, вытянут в виде узко или широко округлых долей далеко перед глазами; передний край головы мелко или глубоко расщеплен; вершина в дорсальном виде нависает над базальными одним или двумя члениками усиков. Грудь состоит из небольшого овального склерита, расположенного на нижней стороне головы; наличник маленький; лабиум короткий и длинный. Антенны 10-сегментные, примерно такой же длины, как ширина головы, с самым длинным и широким сегментом 2, который вместе с сегментом 1 образует широкий щиток, несущий остальные 8 меньших жгутиковых сегментов; ринарии присутствуют на вершинах сегментов 4, 6, 8 и 9; сегмент 10 несет одну длинную и одну более короткую волоски, причем длинная часто превышает длину самого длинного сегмента. Питаются соками растений, таких как Осока (семейство Cyperaceae, порядок Cyperales), Juncus (Juncaceae), Picea abies (Pinaceae). Род был впервые описан в 1789 году французским энтомологом Пьером Латреем, 1802 и включен в подсемейство Liviinae.
1. Livia bifasciata Provancher, 1886
2. Livia caricis Crawford, 1914
3. Livia circuliloculla Li, 2011
4. Livia crawfordi Hodkinson & Bird, 2000
5. Livia crefeldensis Mink, 1855
6. Livia jesoensis Matsumura, 1908
7. Livia junci (Schrank, 1789) typus (Chermes junci Schrank, 1789)
8. Livia keratocola Li, 2011
9. Livia khaziensis Heslop-Harrison, 1949
10. Livia latifasca Li, 2005
11. Livia leucoptera Loginova, 1974
12. Livia limbata (Waga, 1842)
13. Livia lobata Hodkinson & Bird, 2000
14. Livia maculipennis (Fitch, 1857)
15. Livia manitobensis Hodkinson & Bird, 2000
16. Livia mediterranea Loginova, 1974
17. Livia mexicana Caldwell, 1944
18. Livia myriosticta Li, 2011
19. Livia obstipa Li, 2011
20. Livia opaqua Caldwell, 1938
21. Livia paludum Walker, 1852
22. Livia rhyssoptera Li, 2011
23. Livia rufipennis (Loginova, 1967)
24. Livia saltatrix Provancher, 1886
25. Livia vernaliforma Caldwell, 1940
26. Livia vernalis Fitch, 1851